# Pêche au large

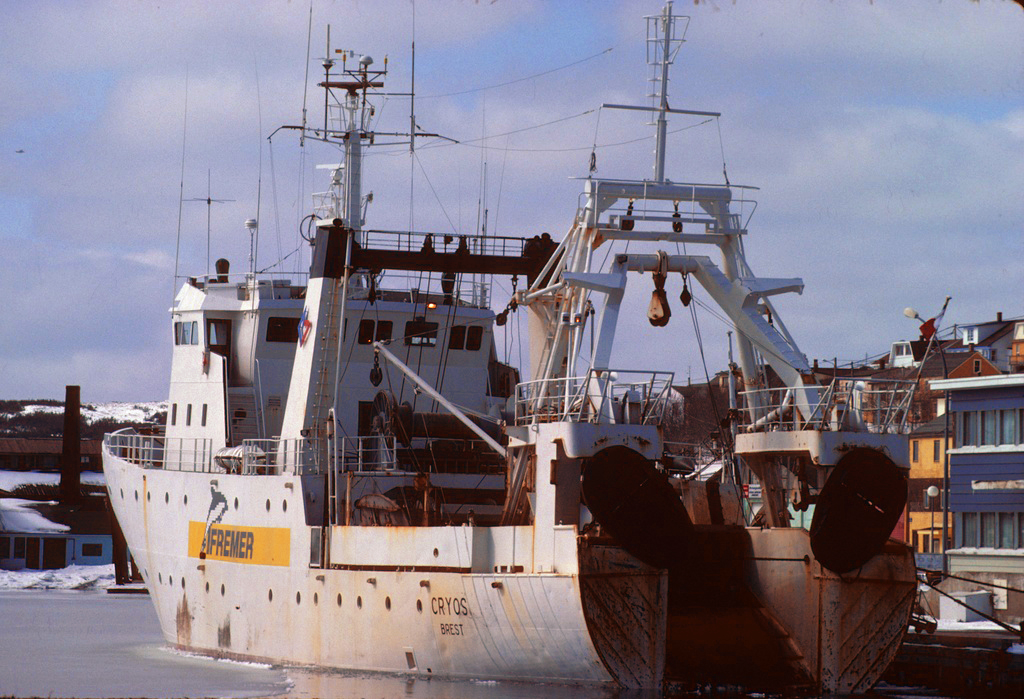
Le bateau de pêche au large «Cryos», basé à Brest.

La pêche au large, dite aussi pêche hauturière, est la pêche en mer pratiquée surtout sur des chalutiers de 30 à 50 mètres pour des marées de 10 à 15 jours, sur la plupart des plateaux continentaux et façades maritimes. Selon la législation française, la pêche au large est celle où les marées ont une durée comprise entre 96 heures et 20 jours.Le poisson est très souvent conditionné à bord. L'équipage-type comprend 10 à 25 hommes par bateau. Pour les bateaux ne partant en mer que quelques heures, on parle de petite pêche); lorsque les bateaux partent entre 1 et 3 jours, on parle de pêche côtière, et de grande pêche quand les campagnes de pêche peuvent durer plusieurs mois.
En droit international, la pêche hauturière est réglementée par le Traité des Nations Unies sur la haute mer. 